# Alarik Helleday
Frans Alarik Helleday, född 3 mars 1842 i Umeå landsförsamling, Västerbottens län, död 1 mars 1896 på Ekenäs på Munsö, Adelsö församling, Stockholms län, var en svensk ämbetsman och guvernör. 
Mellan 1874 och 1875 var Helleday tillförordnad guvernör över kolonin Svenska S:t Barthélemy.

## Biografi

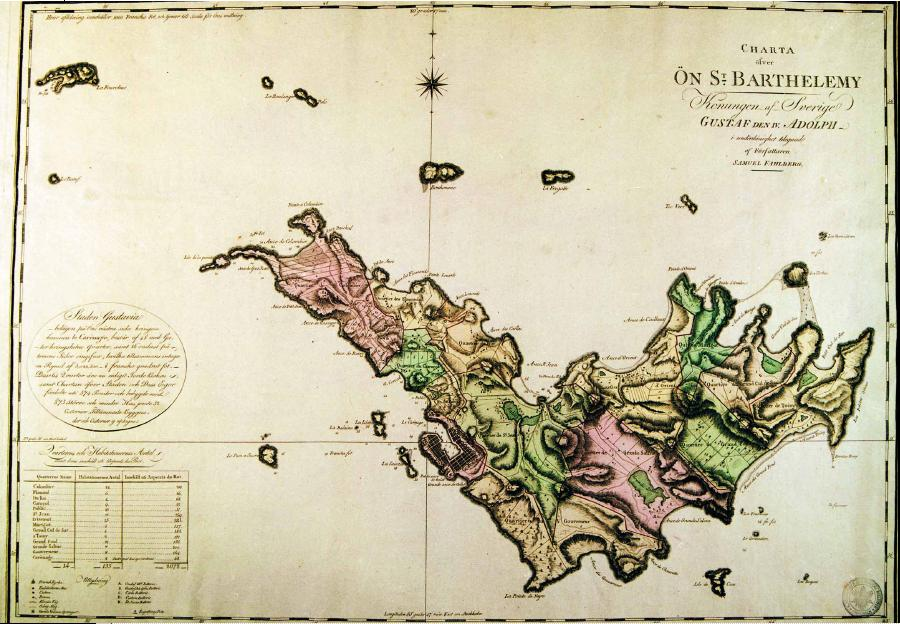
Svenska S:t Barthélemy 1784-1878

Frans Alarik Helleday föddes som femte barn till häradshövding Johan David Helleday (1801–1875) och dennes hustru Euphrosyne Åman (1809–1880). Fadern var häradshövding i Väster Nerikes domsaga.
Helleday blev student vid Uppsala universitet 1861 och 1868 avlade han där hovrättsexamen.  Därefter började han vid Svea hovrätt. 1871 utnämndes han till vice häradshövding. 
Helleday gifte sig den 20 september 1873 i Stockholm med sin kusin Hermina Florentina Helleday, född 7 februari 1843, som var dotterdotter till Gustaf af Klint.
Frans Helleday flyttade 1873 till S:t Barthélemy där han verkade som guvernementssekreterare och tullförvaltare.
I juni 1874 utnämndes han till tillförordnad guvernör över Svenska S:t Barthélemy som ersättare till Bror Ludvig Ulrich, vilken hade hälsoproblem. Helleday innehade ämbetet till den 5 november 1875.
Efter återlämnandet av S:t Barthélemy (”La Rétrocession”) den 16 mars 1878 lämnade han med övriga svenskar Gustavia den 20 mars på fartyget Vanadis och återvände till Stockholm.
Efter hemkomsten arbetade Helleday vid Generalpoststyrelsen som notarie och ombudsman.
Helleday avled 1896 och begravdes på Adelsö kyrkogård.